# Mua bán và sáp nhập
Sáp nhập và mua bán (tiếng Anh: mergers and acquisitions) là việc sáp nhập và mua bán các doanh nghiệp trên thị trường. Trong một số trường hợp khác, người ta dịch cụm từ này là mua lại và sáp nhập . Hai khái niệm này thường đi chung với nhau do có nhiều nghiệp vụ giống nhau, khá nhiều trường hợp người ta không thể phân biệt sự khác nhau và không có đủ thông tin để nhận định.

## Các trường hợp thực hiện M&A
M&A được thực hiện trong một số trường hợp như sau:
- Nguyên tắc cơ bản: để tiến hành mua lại và sáp nhập một công ty là việc đó phải tạo ra được những giá trị mới cho các cổ đông mà việc duy trì tính trạng cũ không đạt được.
- Về mặt giá trị: Giá trị thị trường của công ty sau khi tiến hành M&A phải lớn hơn tổng giá trị hiện tại của cả hai công ty khi còn đứng riêng rẽ.
- Về năng lực cạnh tranh: Những công ty mạnh mua lại công ty khác thường nhằm tạo ra một công ty mới với năng lực cạnh tranh cao hơn, đạt hiệu quả tốt về chi phí, chiếm lĩnh thị phần lớn hơn, hiệu quả vận hành cùng hơn.
- Đồng thuận: Các cổ đông phải đồng ý về việc này với đa số phiếu thuận. Vụ M&A của Microsoft và Yahoo! đã không thành công do nguyên nhân không có đủ sự đồng thuận cần thiết[1][2].

## Hiệu ứng M&A
Thông thường giá cổ phiếu của công ty được mua sẽ tăng.
Tuy nhiên, sau M&A một số công ty bị vứt bỏ. Đơn giản là bên mua chỉ muốn loại được một đối thủ.

## Diễn biến M&A
- Tên gọi: sau phi vụ M&A, hai công ty nếu có cùng quy mô, sẽ thường cùng tham gia hợp nhất với nhau và trở thành một doanh nghiệp mới với tên gọi mới (hai tên gọi cũ theo nguyên bản sẽ không còn tồn tại).
- Tuy nhiên, một số trường hợp như Ebay mua lại Paypal, Skype... vẫn để công ty đó tồn tại độc lập với tên cũ. Tương tự, khi Unilever mua BestFood cũng như vậy.
- Trong một số trường hợp khác, sau M&A công ty bị mua lại sẽ ngừng hoạt động, công ty đã tiến hành mua lại "nuốt" trọn hoạt động kinh doanh của công ty kia.

## Tiến trình
Một thương vụ mua lại thường được bắt đầu bằng đề xuất của Ban giám đốc với Hội đồng quản trị về việc này.
Nếu thuận, hai ban giám đốc sẽ tiến hành thỏa thuận với nhau để M&A mang lại lợi ích lớn nhất có thể cho cả hai bên. Ngược lại, nếu như tính "hữu hảo" không tồn tại - khi mà đối tượng bị mua lại không muốn, thậm chí thực hiện các kỹ thuật tài chính để chống lại, thì nó hoàn toàn mang hình ảnh của một thương vụ mua lại.
Như vậy, để xác định một thương vụ chính xác là sáp nhập hay mua lại, cần phải xem đến tính chất hợp tác hay thù địch giữa hai bên. Nói cách khác, nó chính là cách ban giám đốc, người lao động và cổ đông của công ty bị mua lại nhận thức về mỗi thương vụ.

## Cơ sở pháp lý của M&A ở Việt Nam
M&A dù mới mẻ ở Việt Nam song đang có những bước đi đáng kể.
Điều 200 Luật Doanh nghiệp (59/2020/QH14) đã định nghĩa việc hợp nhất doanh nghiệp là: "Hai hay một số công ty cùng loại (gọi là công ty bị hợp nhất) có thể hợp nhất thành một công ty mới (gọi là công ty hợp nhất) bằng cách chuyển toàn bộ tài sản, quyền, nghĩa vụ và lợi ích hợp pháp sang công ty hợp nhất, đồng thời chấm dứt sự tồn tại của các công ty bị hợp nhất".
Còn sáp nhập là: "Một hoặc một số công ty cùng loại (gọi là công ty bị sáp nhập) có thể sáp nhập vào một công ty khác (gọi là công ty nhận sáp nhập) bằng cách chuyển toàn bộ tài sản, quyền, nghĩa vụ và lợi ích hợp pháp sang công ty nhận sáp nhập, đồng thời chấm dứt sự tồn tại của công ty bị sáp nhập". Trong luật này, khái niệm công ty cùng loại trong hai điều luật trên được hiểu theo nghĩa là các công ty có cùng loại hình doanh nghiệp.
Theo Luật Doanh nghiệp Việt Nam năm 2005 không có khái niệm mua, bán doanh nghiệp, chỉ có khái niệm hợp nhất và sáp nhập doanh nghiệp. quy định tại Điều 152 và Điều 153.
- Hợp nhất: Hai hoặc một số công ty cùng loại (sau đây gọi là công ty bị hợp nhất) có thể hợp nhất thành một công ty mới (sau đây gọi là công ty hợp nhất) bằng cách chuyển toàn bộ tài sản, quyền, nghĩa vụ và lợi ích hợp pháp sang công ty hợp nhất, đồng thời chấm dứt tồn tại của các công ty bị hợp nhất.
- Sáp nhập: Một hoặc một số công ty cùng loại (sau đây gọi là công ty bị sáp nhập) có thể sáp nhập vào một công ty khác (sau đây gọi là công ty nhận sáp nhập) bằng cách chuyển toàn bộ tài sản, quyền, nghĩa vụ và lợi ích hợp pháp sang công ty nhận sáp nhập, đồng thời chấm dứt sự tồn tại của công ty bị sáp nhập.

Về thủ tục, có thể tham khảo điều 152 và 153 Luật Doanh nghiệp 2005 của Việt Nam.

## M&A lớn

### Những năm 1990[5]
| Rank | Năm  | Bên mua               | Bên bán                 | Giá trị giao dịch(tính bằng USD) |
| ---- | ---- | --------------------- | ----------------------- | -------------------------------- |
| 1    | 1999 | Vodafone Airtouch PLC | Mannesmann              | 202,000,000,000                  |
| 2    | 1999 | Pfizer                | Warner-Lambert          | 90,000,000,000                   |
| 3    | 1998 | Exxon                 | Mobil                   | 77,200,000,000                   |
| 4    | 1998 | Citicorp              | Travelers Group         | 73,000,000,000                   |
| 5    | 1999 | SBC Communications    | Ameritech Corporation   | 63,000,000,000                   |
| 6    | 1999 | Vodafone Group        | AirTouch Communications | 60,000,000,000                   |
| 7    | 1998 | Bell Atlantic         | GTE                     | 53,360,000,000                   |
| 8    | 1998 | BP                    | Amoco                   | 53,000,000,000                   |
| 9    | 1999 | Qwest Communications  | US WEST                 | 48,000,000,000                   |
| 10   | 1997 | Worldcom              | MCI Communications      | 42,000,000,000                   |

### Những năm 2000[5]
| Rank | Năm  | Bên mua                               | Bên bán                         | Giá trị giao dịch(tính bằng USD) |
| ---- | ---- | ------------------------------------- | ------------------------------- | -------------------------------- |
| 1    | 2000 | Fusion: AOL Inc. (America Online)     | Time Warner                     | 164,747,000,000                  |
| 2    | 2000 | Glaxo Wellcome Plc.                   | SmithKline Beecham Plc.         | 75,961,000,000                   |
| 3    | 2004 | Royal Dutch Petroleum Company         | "Shell" Transport & Trading Co. | 74,559,000,000                   |
| 4    | 2006 | AT&T Inc.                             | BellSouth Corporation           | 72,671,000,000                   |
| 5    | 2001 | Comcast Corporation                   | AT&T Broadband                  | 72,041,000,000                   |
| 6    | 2009 | Pfizer Inc.                           | Wyeth                           | 68,000,000,000                   |
| 7    | 2000 | Spin-off: Nortel Networks Corporation |                                 | 59,974,000,000                   |
| 8    | 2002 | Pfizer Inc.                           | Pharmacia Corporation           | 59,515,000,000                   |
| 9    | 2004 | JPMorgan Chase & Co.                  | Bank One Corporation            | 58,761,000,000                   |
| 10   | 2008 | InBev Inc.                            | Anheuser-Busch Companies, Inc.  | 52,000,000,000                   |

### 2010–nay[17]
| Năm  | Bên mua               | Bên bán                           | Giá trị giao dịch(tính bằng USD) |
| ---- | --------------------- | --------------------------------- | -------------------------------- |
| 2011 | Google                | Motorola Mobility                 | 9,800,000,000                    |
| 2011 | Microsoft Corporation | Skype                             | 8,500,000,000                    |
| 2011 | Berkshire Hathaway    | Lubrizol                          | 9,220,000,000                    |
| 2012 | Deutsche Telekom      | MetroPCS                          | 29,000,000,000                   |
| 2013 | Softbank              | Sprint Corporation                | 21,600,000,000                   |
| 2013 | Berkshire Hathaway    | H. J. Heinz Company               | 28,000,000,000                   |
| 2013 | Microsoft Corporation | Nokia Handset & Services Business | 7,200,000,000                    |
| 2014 | Facebook              | WhatsApp                          | 19,000,000,000                   |